# Yang Kyoungjong
Yang Kyoungjong (3 maart 1920 - 7 april 1992) was een Koreaanse soldaat die tijdens de Tweede Wereldoorlog voor het Japans Keizerlijk Leger, het Rode Leger van de Sovjet-Unie en de Duitse Wehrmacht heeft gevochten. Hij is de enige persoon waarvan het bekend is dat hij voor drie verschillende partijen in de oorlog gevochten heeft.
In 1938 was Korea onder Japanse controle. De achttienjarige Yang was in dienstplicht bij het Kanto-leger van het Japans Keizerlijk Leger. Hij vocht in de Slag bij Halhin Gol, waarbij hij gevangengenomen werd door het Rode Leger. Door een tekort aan mankracht besloot de Sovjet-Unie om krijgsgevangenen te gebruiken voor gevechten tegen Nazi-Duitsland. Tijdens de Derde Slag om Charkov werd hij nogmaals gevangengenomen, deze keer door de nazi's. Yang kwam in een Ostlegion in Frankrijk terecht. Op D-Day werd hij voor de laatste keer gevangengenomen, deze keer door de Verenigde Staten. Hier stopte Yang Kyoungjong's militaire carrière. Hij werd naar een gevangenenkamp in het Verenigd Koninkrijk gestuurd, waarna hij naar de Verenigde Staten werd overgeplaatst. Na de oorlog woonde hij in Illinois tot aan zijn dood in 1992.